# Oibek Saidiyev
Oibek Saidiyev (né le 11 juillet 1987) est un archer kazakh. Sa sœur, Luyiza Saidiyeva, est également une archère représentant le Kazakhstan.

## Biographie
Saidiyev commence le tir à l'arc en 1999. Ses premières compétitions ont lieu en 2004. Il décrit son style de tir à l'arc comme étant influencé par les techniques coréennes. Le premier podium continental de Saidiyev est en 2011, alors qu'il remporte le bronze à l'épreuve par équipe hommes de l'arc classique.

## Palmarès
- Coupe du monde[2]
  -  Médaille d'or à l'épreuve par équipe homme à la coupe du monde 2017 de Shanghai.
  -  Médaille d'argent à l'épreuve par équipe homme aux coupe du monde 2017 de Antalya.

- Championnats d'Asie[2]
  -  Médaille de bronze à l'épreuve par équipe homme aux championnats d'Asie 2011 à Téhéran.